# Řepicha
Řepicha (nebo také Řepka, polsky Rzepicha, Rzepcha, Rzepka) (narozena a zemřela v 9. století) byla manželka knížete Piasta, legendární postavy z polské historie, bájný zakladatel dynastie polských vládců Piastovců. Matka Siemovíta.

## Život
Byla připomínána Gallem Anonymem v kronice Cronicae et gesta ducum sive principum Polonorum, nebo také Gesta principum Polonorum.
Její postava se vždy v textu vyskytuje vedle manžela a nikdy není podrobněji popisována.
Její jméno má zdrobnělou formu a vychází ze slova řepa, řepka.